# 佐々木美波
佐々木 美波（ささき みなみ、1996年9月28日 - ）は、札幌テレビ放送のアナウンサー。

## 略歴・人物
- 立命館慶祥高等学校、慶應義塾大学法学部卒業。
- 2019年入社。同期入社に岡田和樹。
- 2019年7月6日放送のSTVラジオ「工藤じゅんきの十人十色」内のSTVニュースで、アナウンサーとして初鳴き。
- 高校時代は陸上競技部に所属し、先輩に小池祐貴がいた[1][2]。大学時代はダンスサークルに所属してジャズダンスに熱中。また、テレビ朝日アスクに通い、BS朝日の学生キャスターも経験した。
- 同僚の兼子真衣アナウンサーとは佐々木が1学年上になるが、高校、大学（学部・学科、ゼミ）、所属会社・配属先まですべて同じであり、高校時代からの親友である。

## 現在の出演番組

### テレビ
- どさんこワイド朝（2025年4月 - ）
- 1×8いこうよ!（2019年12月1日 - ／進行役、不定期）
- STVニュース（不定期）
- KICKOFF！HOKKAIDO（2025年4月12日 - ／MC）

### ラジオ
- 福田ひとしのRun!Fun!ほっかいどう（2020年4月 - ／ 日曜 7:15 - 7:30）
- STVニュース（2019年7月 - ／不定期）
- STVファイターズLIVE（2024年4月 - ／不定期） - ベンチリポーター

## 過去の出演番組

### テレビ
- ハッピーおとどけ隊（2019年 - ／キャスター、不定期）
- どさんこワイド179（2019年10月 - 2025年3月／フィールドレポーター）
- どさんこWEEKEND（2023年4月8日 - 2025年3月／進行役）

### ラジオ
- 村岡啓介 Re:Fresh! （2021年3月29日 - 2022年3月21日）
- イイ加減にしろっぷサンデー（2021年8月29日／MC代演）
- まるごと!エンタメ〜ション（2021年11月25日／兼子真衣アナの代演）
- ようじのぢかん（3月第4週（初回）（2022年3月28日 - 4月1日）、5月第4週（2023年5月22日 - 26日）／ゲスト）
- アタックヤング60（2022年9月パーソナリティー）
- ごきげんようじ（2023年12月22日／熊谷明美アナの代演）